# Cimballa
Cimballa település Spanyolországban,  Zaragoza tartományban. Cimballa Aldehuela de Liestos, Abanto, Tortuera, Fuentelsaz, Campillo de Aragón és Monterde községekkel határos. Lakosainak száma 80 fő (2024).

## Népesség
A település népessége az utóbbi években az alábbiak szerint változott:
| Lakosok száma | 165  | 143  | 131  | 123  | 118  | 114  | 103  | 97   | 86   | 80   |
|               | 2001 | 2004 | 2007 | 2009 | 2012 | 2014 | 2017 | 2019 | 2022 | 2024 |